# Misael Escuti
Misael Escuti Robira (20. december 1926 - 3. januar 2005) var en chilensk fodboldspiller (målmand).
Escuti spillede hele 19 sæsoner (1946-1964) i Santiago-storklubben Colo-Colo. Her var han med til at vinde hele fem chilenske mesterskaber og én pokaltitel.
Escuti spillede desuden 40 kampe for det chilenske landshold. Han var en del af det chilenske hold, der vandt bronze ved VM i 1962 på hjemmebane. Her spillede han fem af holdets seks kampe i turneringen, heriblandt semifinalenederlaget til de senere vindere fra Brasilien.

## Titler
Primera División de Chile
- 1947, 1953, 1956, 1960 og 1963 med Colo-Colo

Copa Chile
- 1958 med Colo-Colo